# دينيس لو (ممثل)
دينيس لو (بالصينية: 羅守耀) هو كاتب سيناريو ومخرج وممثل صيني، ولد في 1963 بهونغ كونغ في الصين.

## وصلات خارجية
- دينيس لو على موقع IMDb (الإنجليزية)
- دينيس لو على موقع ألو سيني (الفرنسية)
- دينيس لو على موقع أول موفي (الإنجليزية)
- دينيس لو على موقع قاعدة بيانات الفيلم (الإنجليزية)
- دينيس لو على موقع كينوبويسك (الروسية)